# 화연 (가수)
화연(본명: 김승현, 1988년 6월 3일~)은 대한민국의 트로트 가수로, 서울국악예고를 나왔으며, 2007년에서부터 국악 등을 비롯해, 2014년 댄스 팝 음악, 그리고 2022년에서부터 지금까지의 댄스 트로트 음악까지 내세운 나름의 굵은 잔뼈가 있다.

## 학력
- 서울국악예술고등학교 음악연극연희학과 졸업

## 방송

### TV 방송 오디션 프로그램
- 2023년 TV조선 《미스트롯3》

### 게스트
- 2024년 TV조선 《미스터로또》

## 음반
- 2022년 꽃핀다
- 2024년 통하는 사람

## 여담
- 걸그룹 1PS의 리더(예나)로 활동한 바 있다. 걸그룹을 못 키우기로 악명높은 마루기획에서 2014년에 데뷔했다가 2015년에 해체했다. 이후 이 역사는 마이비와 보너스베이비에서도 반복됐다. BVNDIT의 이연이 타 멤버의 탈퇴에 따른 1PS의 새 멤버로 합류했다가, 제대로 활동해 보기도 전에 해체해서 활동하지 못한 적이 있다. 그것도 모자라 사기극에 보내는 몰빵을 한 덕에 자의로 더유닛에 나간 유나킴을 철저히 방치, 탈락을 방조해서 제대로 뭐된건 덤.

- "그룹 1PS(원피스) 해체 이후 트로트를 해보면 어떻겠냐는 제안도 받았고 그동안 걸그룹 준비를 오래 해왔기 때문에 너무 아쉬웠다."

"그래서 대표님에게 한번 더 준비해보고 싶다고 부탁했더니 흔쾌히 내보내 줄 테니 나가서 한번 해봐라고 했다.
좋은 기회가 있어서 샤플리로 다시 데뷔했는데 한 곡 내고 또 해체하게 되었다."
- 솔로 데뷔 이후에는 트로트 가수로 전향을 선언하고 가요무대, 더트롯쇼, 6시 내고향 등에 출연하면서 활동하고 있다.